# Tonco
Tonco – miejscowość i gmina we Włoszech, w regionie Piemont, w prowincji Asti.
Według danych na styczeń 2009 gminę zamieszkiwało 914 osób przy gęstości zaludnienia 77,4 os./1 km².